# St. Ignatius (Landshut)

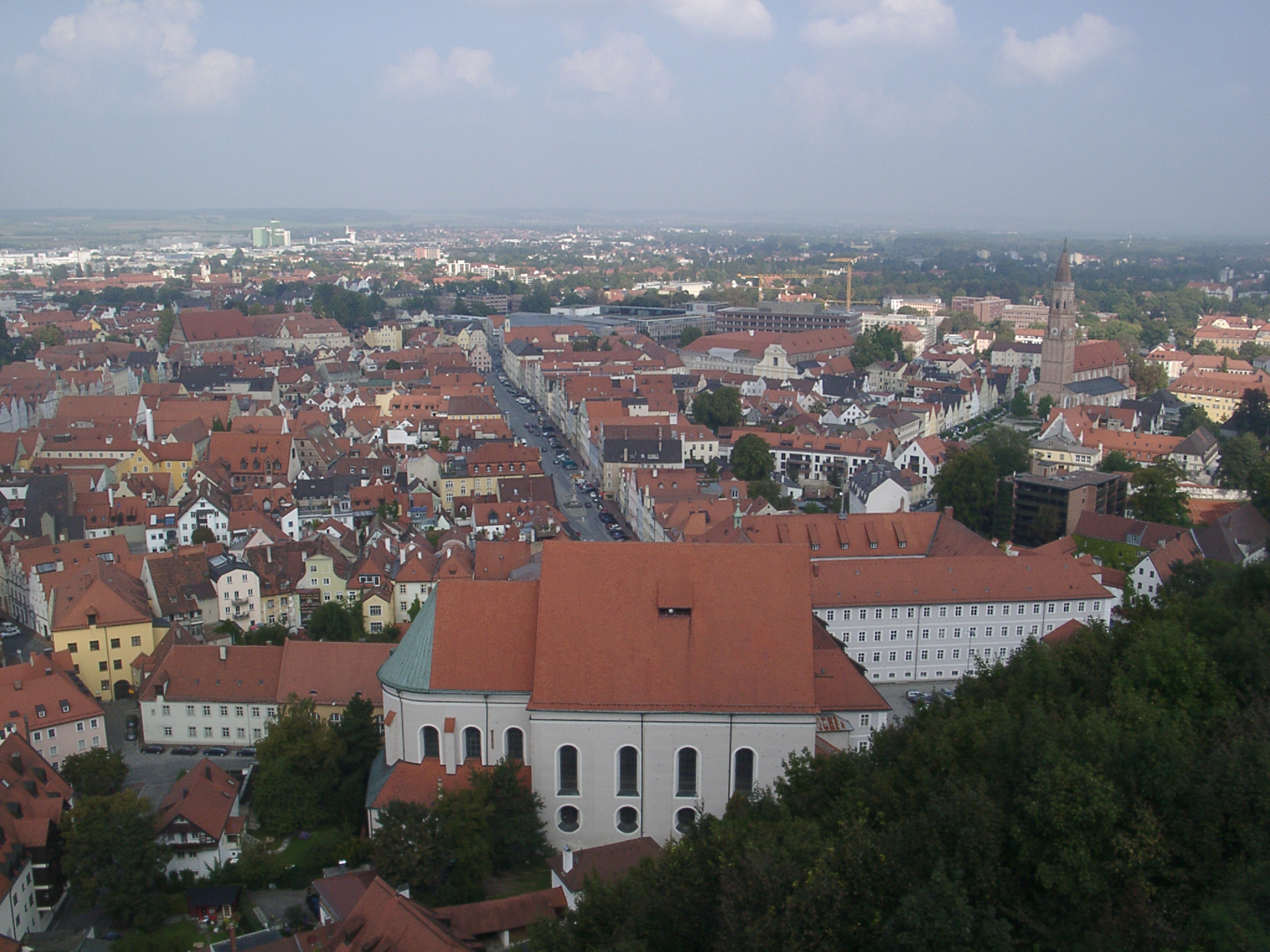
Jesuitenkirche St. Ignatius (im Vordergrund) mit dem ehemaligen Jesuitenkolleg (rechts), aufgenommen vom Hofberg

Die ehemalige Jesuiten-Klosterkirche St. Ignatius (auch Jesuitenkirche) befindet sich am oberen Ende des Landshuter Straßenzuges Neustadt. Sie bildet förmlich den Abschluss der Neustadt zum Hofberg hin. Ihr angeschlossen liegt das ehemalige Jesuitenkolleg Landshut. Die turmlose Kirche ist eine Nebenkirche der Pfarrei St. Martin und zählt sowohl als Baudenkmal des Bayerischen Landesamtes für Denkmalpflege (Nummer D-2-61-000-392) wie auch als geschütztes Kulturgut nach der Haager Konvention. Kirchenpatron ist der heilige Ignatius von Loyola (Gedenktag: 31. Juli), Ordensgründer der Jesuiten.

## Geschichte

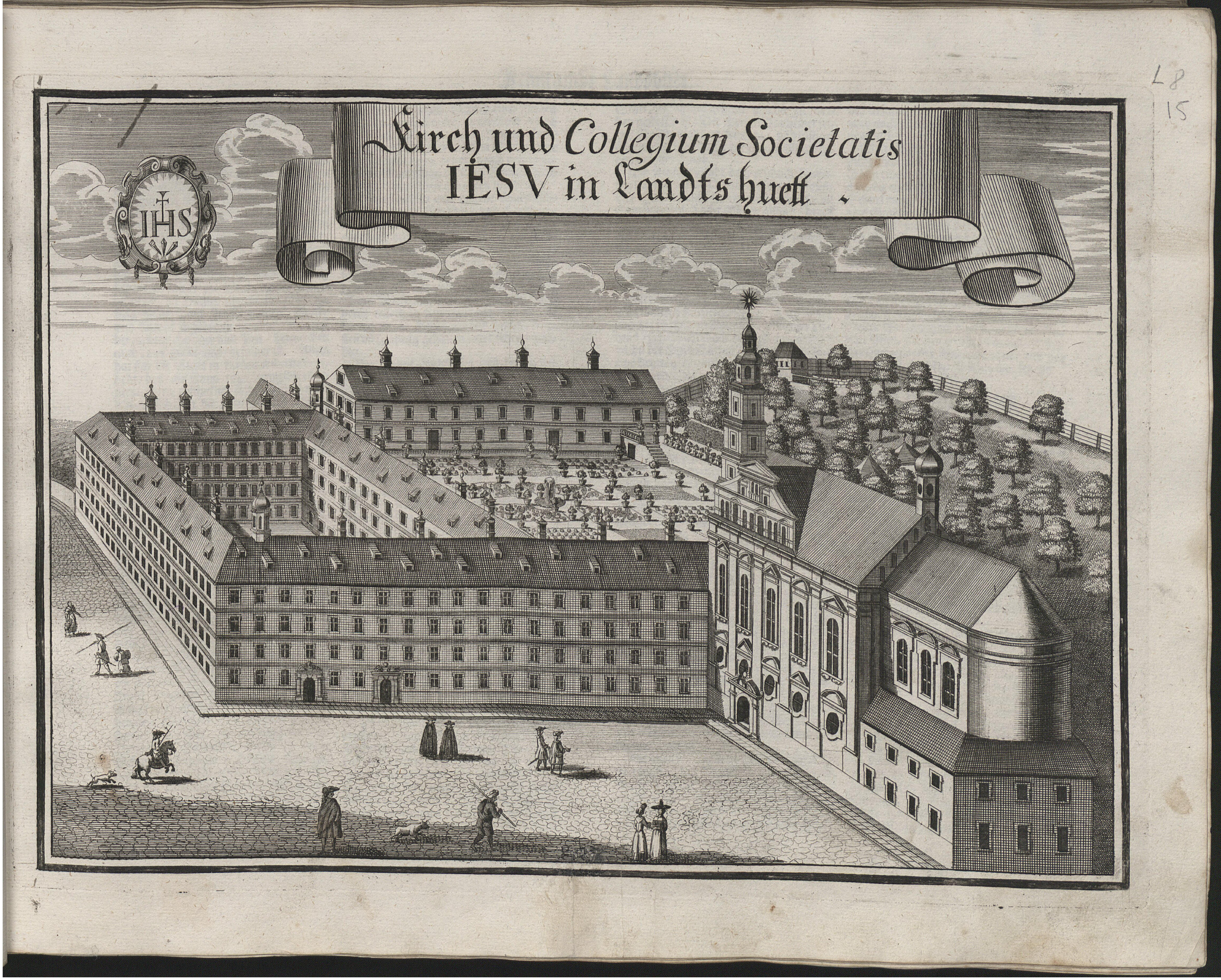
St. Ignatuis-Kirche und Jesuitenkolleg, Kupferstich aus der Historico-Topographica Descriptio von Michael Wening, 1723

Das Jesuitenkolleg Landshut geht auf eine fromme Stiftung der Gräfin Magdalena von Haunsperg aus dem Jahr 1627/28 zurück. Sie vermachte der oberdeutschen Provinz des Jesuitenordens 56.000 Gulden mit der Auflage, die Geldmittel für die Gründung eines Jesuitenkollegs in Bayern zu verwenden. Die Entscheidung durch Herzog Maximilian I. fiel auf Landshut. Ab 1628 wurden mehrere Häuser am südlichen Ende der Landshuter Neustadt aufgekauft, sodass am 31. Juli 1631 durch den Freisinger Fürstbischof Veit Adam von Gepeckh die Grundsteinlegung für den Kirchenbau erfolgen konnte. Als Baumeister gilt der Jesuitenfrater Johannes Holl (1595–1648) aus der Mark Brandenburg. Die Landshuter Jesuitenkirche gilt als sein Hauptwerk.
Zu den anfänglichen Schwierigkeiten mit den Grundfesten gesellten sich 1632 und 1634 Repressalien durch die Schweden, sodass der Bau zunächst nur langsam vorangetrieben werden konnte. Erst nachdem man 1637 einen Rost aus Erlenstämmen als Gründung gefertigt hatte, nahmen die Bauarbeiten wieder Fahrt auf. In den Jahren 1638 bis 1640 erfolgten die Einwölbung des Chores und die Errichtung eines provisorischen Dachstuhls. Am 25. November 1640 wurde die Kirchweihe vorgenommen, obwohl sich die Einwölbung des Langhauses noch bis zum Sommer 1641 hinzog. In den Folgejahren wurde der Innenausbau vorgenommen. Bereits 1640/41 stuckierte der Wessobrunner Meister Matthias Schmuzer das Langhaus und die vorderen Seitenkapellen. Einige Altäre, darunter der Hochaltar, wurden erst in den 1660er Jahren angeschafft. Aus dieser Zeit datieren auch die Stuckaturen im Chorraum und in den übrigen Seitenkapellen. Ein geplanter Turm konnte wegen Geldmangels nicht mehr realisiert werden, einzig die Grundmauern sind Relikte dieses Unterfangens. Im Stich von 1723 durch Michael Wening ist ein Dachreiter mit Spitzhaube zu erkennen, welcher aber heute nicht mehr existiert. In der Zeit zwischen 1690 und 1695 dürfte der Aufbau eines Attika-Geschosses mit Glockenstuhl und Uhr in Richtung Neustadt erfolgt sein. Mit dem Einziehen des zweiten Geschosses der Doppelempore im Jahr 1697 waren die Baumaßnahmen endgültig abgeschlossen.
Der Dachstuhl der Jesuitenkirche blieb lange ein Provisorium. Erst 1970 wurde er durch umfangreiche Verstärkungen fertiggestellt. Außerdem wurde die Kirche 1968 außen und 1977/78 innen unter der Leitung des Bezirksheimatpflegers Hans Bleibrunner renoviert. Im Sommer 2007 wurde festgestellt, dass sich die bereits 2004 festgestellte Setzung des Kirchenfundaments weiter verschlimmert hat und eine Nutzung daher derzeit nicht verantwortbar wäre. Die Setzungsbewegungen resultierten nach Meinung von Bauexperten aus dem Absinken des Grundwasserspiegels im 20. Jahrhundert infolge der zunehmenden Kanalisierung der Isar. Dadurch seien die Erlenholzpfähle, die zur Verdichtung des Bodens und somit als Gründung des Kirchenbaus dienten, verfault. Ein ähnliches Problem war bereits bei mehreren historischen Kirchen in Landshut aufgetreten, unter anderem auch in der Basilika St. Martin. Im Frühjahr 2009 genehmigte das erzbischöfliche Ordinariat München-Freising eine Investitionssumme über 9 Millionen Euro zur Erhaltung des Bauwerks. Mit dem Abschluss der konstruktiven Sanierungsmaßnahmen im Jahr 2015 wurde der Bestand der Kirche gesichert. Die Innenrenovierung dauert hingegen noch an, sodass die Kirche bis auf Weiteres nicht zugänglich ist (Stand: August 2016).

## Architektur

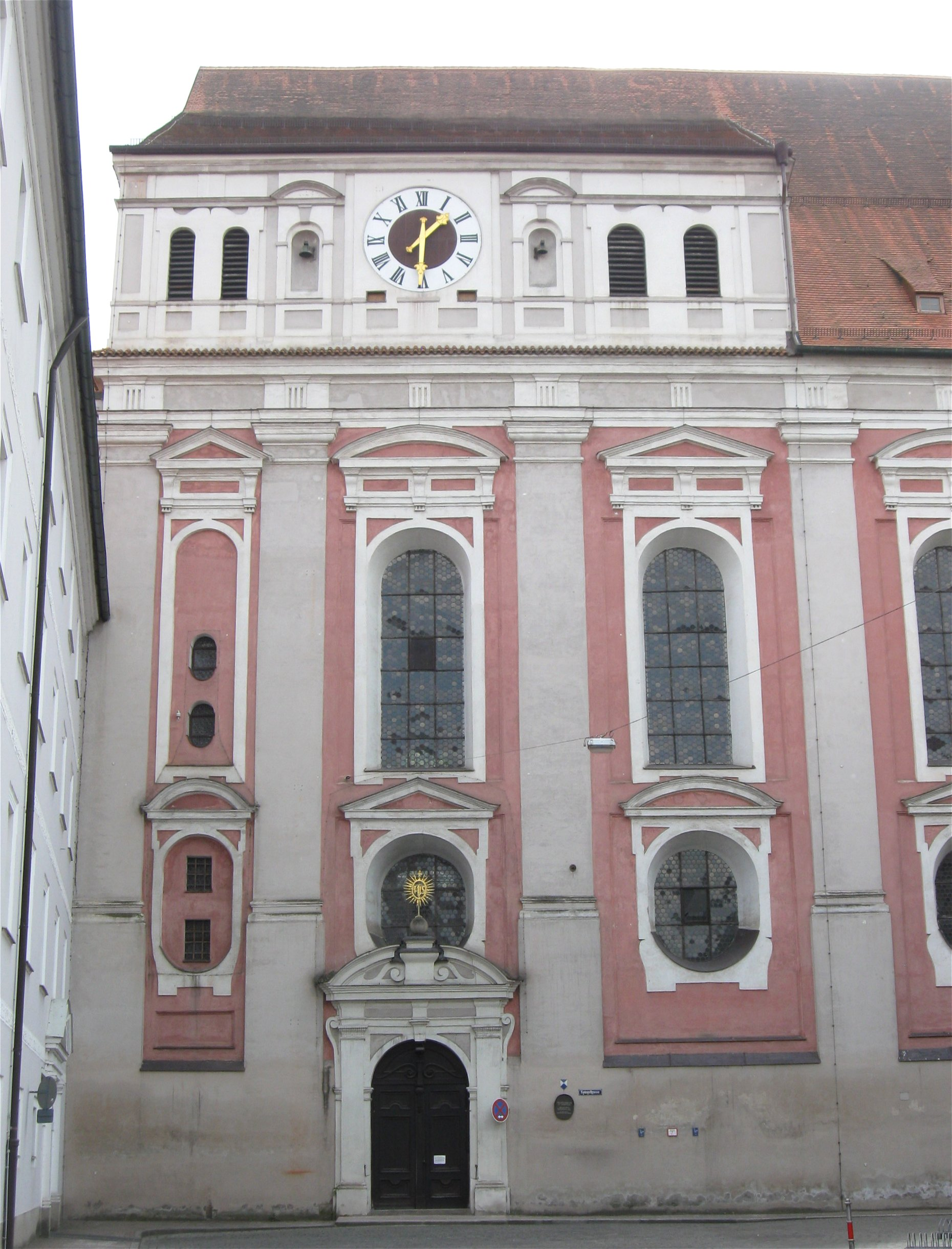
Schauseite der Jesuitenkirche mit Attika-Geschoss, von der Neustadt aus aufgenommen

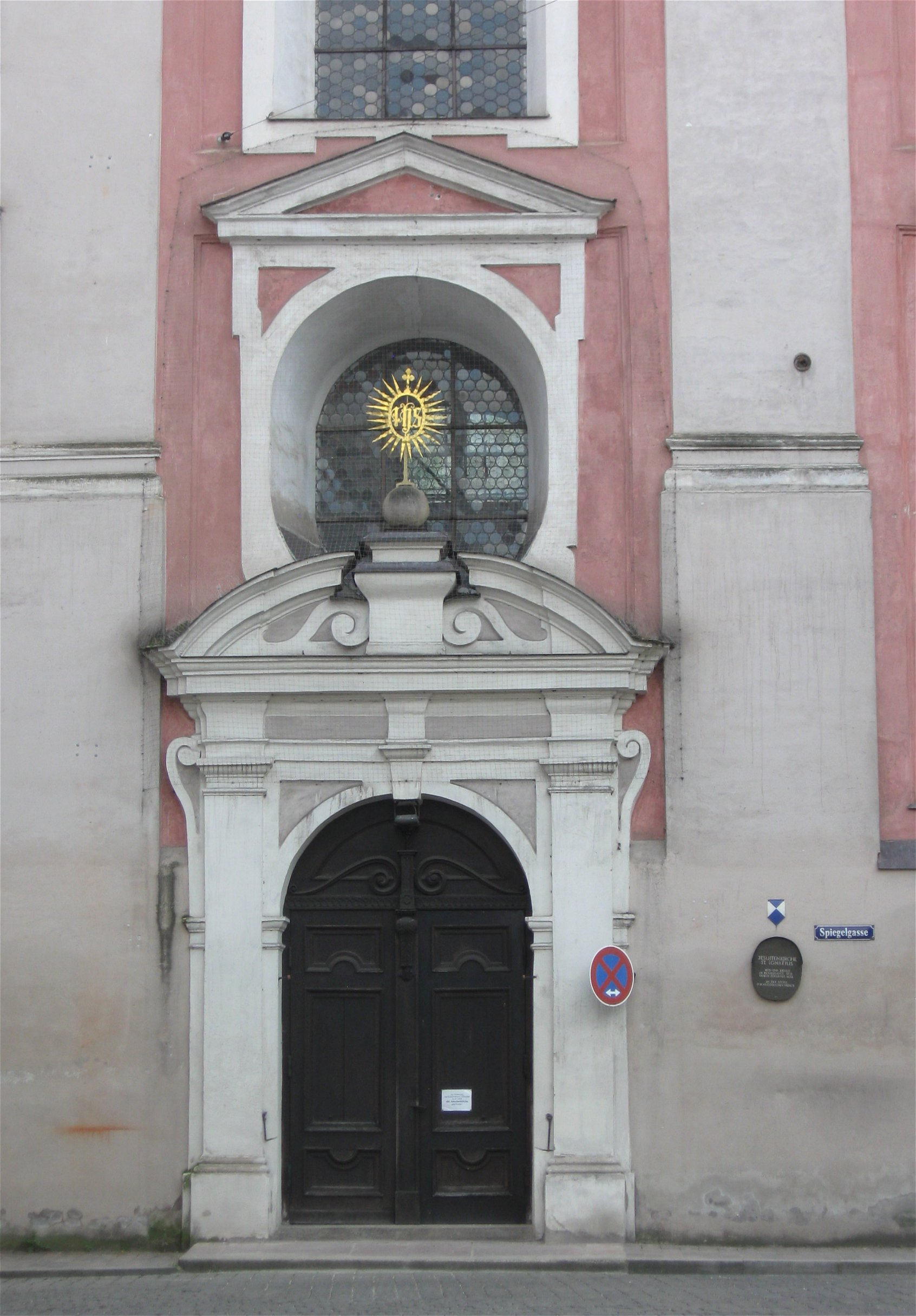
Portal mit Sprenggiebel und Emblem des Jesuitenordens

Bei der Landshuter Jesuitenkirche, deren Gestaltung in den Grundzügen an die Jesuitenkirche St. Michael in München erinnert, handelt es sich um eine Wandpfeilerkirche mit den dafür charakteristischen Seitenkapellen, die ungewöhnlicherweise nach Westen ausgerichtet ist. Die stilistische Einordnung muss dementsprechend am Übergang von der Renaissance zum Barock erfolgen, eventuell als eine Spielart des Manierismus.
Das Langhaus der einschiffigen Saalkirche umfasst vier Joche und rückwärts ein halbes Joch, der westlich anschließende Chor drei Joche und den Chorschluss in Form einer halbrunden Apsis. Der Chor setzt sich im Außenbau durch den herumgeführten zweigeschossigen Sakristeikranz deutlich vom Langhaus ab. Er wird durch drei Rundbogenfenster je Seite beleuchtet. Das Kirchenschiff besitzt in den vorderen vier Ganzjochen je ein kleines Ovalfenster unten zur Belichtung der Seitenkapellen und oben ein hohes Rundbogenfenster für das Emporengeschoss.
Der Außenbau ist überwiegend sehr schlicht gehalten; nur die Nordfassade als Schauseite zur Neustadt hin zeigt architektonische Ordnung und Schmuck. Die viereinhalb Langhausjoche werden hier durch flache Pilaster abgetrennt, die das Kranzgesims tragen, das sich um die ganze Kirche zieht, und den Wandpfeilern im Innenraum entsprechen. Sämtliche Fensteröffnungen sind abwechselnd mit Dreiecks- und Segmentgiebeln überdacht. Durch ein Attika-Geschoss besonders hervorgehoben sind die zweieinhalb östlichen Joche – die einzigen, die von der Neustadt direkt einsehbar sind. Dass hierbei das östliche Joch nur etwa halb so breit ist wie die beiden anderen überhöhten Joche, fällt erst auf den zweiten Blick auf. Besonders deutlich wird dies an den auffallend schmäleren Schallöffnungen und an der Tatsache, dass anstelle der große Fensterflächen nur die kleinen, schmalen Ovalfenster des Emporenaufgangs vorhanden sind. In dem mittleren der drei überhöhten Joche, direkt unter der Uhr, befindet sich das einzige Kirchenportal. Es wird von einem gesprengten Segmentgiebel bekrönt, den das Emblem des Jesuitenordens schmückt.
Da das Pflaster im Innenraum rund 1,5 Meter über dem Erdboden liegt, betritt man die Kirche über eine Treppe. Diese befindet sich auf der Nordseite in der vierten Seitenkapelle, von Westen gezählt. Der weite, lichte Kirchenraum bestehend aus Langhaus und Chor wird von einem einfachen Tonnengewölbe mit breiten Gurtbögen überspannt. Die Seitenkapellen zwischen den Wandpfeilern und die darüber liegenden Oratorien im Emporengeschoss sind von kurzen Quertonnen überwölbt. Die Wandpfeiler sind mit dezenten Pilastern besetzt; diese tragen ein Gebälk, das sich unterhalb der Oratorien entlangzieht und von der Emporenbrüstung aufgenommen wird. Der leicht eingezogene Chor ist nur wenig schmäler als das Langhaus ohne Seitenkapellen. Das Halbrund der Apsis wird von dem wuchtigen Hochaltaraufbau, der die gesamte Breite des Chorraums einnimmt, abgetrennt. Im rückwärtigen Halbjoch ist eine Doppelempore eingezogen. Die Oratorien befinden sich dabei auf der Höhe des oberen der beiden Emporengeschosse, welches auch die Orgel trägt.

### Maße
Der Innenraum der Jesuitenkirche St. Ignatius besitzt in etwa folgende Abmessungen:
- Innenlänge: 56,10 Meter
  - davon Langhaus: 33,80 Meter
  - davon Chor: 22,30 Meter
- Innenbreite des Langhauses: 23,50 Meter
  - ohne Seitenkapellen: 15,10 Meter
- Innenbreite des Chores: 12,55 Meter

## Ausstattung

### Stuck
Die Stuckierung des Langhauses und der vorderen Seitenkapellen wurde in den Jahren 1640 und 1641 von Matthias Schmuzer aus Wessobrunn vorgenommen. Die Arbeiten im Chor und in den übrigen Seitenkapellen entstanden erst 1662 durch einen unbekannten Meister. Darin sind feine stilistische Unterschiede begründet, die jedoch nicht den einheitlichen Gesamteindruck des Innenraumes stören. Die breiten Gurtbögen im Langhausgewölbe sind abwechselnd mit Rechteckfeldern und Rosetten besetzt. Dazwischen sind quadratische und runde Felder zu sehen, welche durch Bändchen mit Engelsköpfchen verbunden sind. Zwischen den Oratorien besitzen die Wandpfeiler flache umrahmte Nischen, die von Dreiecksgiebeln bekrönt sind. Den Hintergrund bildet jeweils eine stuckierte Muschelschale. Die Nischen enthalten Holzfiguren verschiedener Ordensgründer. Die Sichtseite des Chorbogens ist besonders reich geschmückt. Hier sind Ovale zu sehen, die allesamt mit Engelsköpfen geschmückt sind. Am Chorbogenscheitel befindet sich eine Kartusche mit dem Christusmonogramm IHS – einem jesuitischen Symbol, wie es auch am Portal, am Hochaltar und an der Kanzel zu sehen ist.
Auf der Rückseite des Chorbogens ist ein Marienmonogramm stuckiert, welches natürlich mit dem Christusmonogramm auf der Vorderseite korrespondiert. Die Stuckaturen im Chorgewölbe sind grundsätzlich gleich aufgebaut wie die im Langhausgewölbe, allerdings treten sie dichter, formenreicher und plastischer in Erscheinung. Wiederum wird das Gewölbe von breiten Gurtbögen gegliedert, zwischen denen eine Einteilung in längliche und quadratische mit Rosetten besetzte Felder erfolgt. Durch die Verwendung heller Farben (Rosa, Hellblau, Gelb) an Wänden und Gewölben entsteht in Zusammenhang mit der guten Ausleuchtung ein hell und freundlich erscheinender Kirchenraum.

### Hochaltar
Der Hochaltar von 1663 ist im Sinne des Jesuitenstils bereits sehr barock ausgeprägt und erlaubt daher durchaus einen Vergleich mit seinem Pendant im Freisinger Dom. Er entstand dank eines großzügigen Zuschusses des bayerischen Kurfürsten Ferdinand Maria. Der Aufbau besteht aus zwei dreifachen Säulengruppen, die sich über ausladenden Konsolen aus einem hohen Sockel erheben und einen Aufsatz in Form eines Dreiecksgiebels tragen. Die jeweils mittleren Säulen sind gewunden und mit Weinreben verziert. Im Aufsatz sind zwei Putti, die eine Kartusche mit der Inschrift Jesu Propitio (lat. „mit Jesu Gnade“) tragen. Darüber ist das bereits erwähnte Christusmonogramm zu sehen. Das monumentale Altarblatt wurde im Jahre 1662 von dem Maler Johann Christoph Storer aus Konstanz gestaltet. Als Stifterin gilt die Kurfürsten-Witwe Maria Anna, was am bayerisch-österreichischen Allianzwappen und den Buchstaben MAEBNAA am unteren Bildrand erkennbar ist. Das Gemälde zeigt eine Darstellung des heiligen Ignatius, wie ihm auf dem Weg nach Rom der Heiland erscheint. Zentral vor dem Hochaltar steht eine separate Einheit aus Mensa und Tabernakel, die auf das Jahr 1665 datiert wird. Diese übernimmt also die eigentlichen liturgischen Funktionen des Hochaltares.

### Seitenaltäre
Die sieben Seitenaltäre befinden sich jeweils auf den Sichtseiten der Kapellen zwischen den Wandnischen. Die Richtung ihrer Aufstellung betont freilich die Blickachse zum Hochaltar, die bereits durch die Architektur deutlich hervorgehoben erscheint. Die Seitenaltäre sind von ihrer künstlerischen Gestaltung und vom Aufbau her paarweise zu betrachten – hier von Westen nach Osten. Die beiden vorderen Altäre sind der Kreuzaltar (links) und der Marienaltar (rechts), deren Aufbau noch deutlich die Handschrift des Baumeisters Johannes Holl trägt – stammen sie doch aus der Zeit um 1642/44. Die Mensa steht jeweils zwischen zwei Podesten, deren Sichtseiten die Stifterwappen der Freiherren von Eisenreich, Seiboldsdorf und Raindorf zeigen. Auf diese Podeste setzt jeweils eine reich mit vergoldeten Weinranken, Reben, Nelken, Feigen und Pinienzapfen verzierte Säule auf. Nicht diese Säulen, sondern vielmehr eine Konsole trägt den Altaraufbau, der von zwei Engelsfiguren mit herabhängenden Beinen flankiert wird. Letztere stammen von dem Bildhauer Hans Georg Weißenburger, der seit 1620 in Landshut ansässig war. Als Auszugsbilder sind links Moses mit der ehernen Schlange und rechts das gekrönte Herz Mariä zu sehen, beide als Rundbilder ausgeführt. Die Hauptbilder werden jeweils von zwei Puttenköpfen des Landshuter Bildhauers Christoph Wolfhart begleitet. Bei den großen Altarblättern aus dem Jahr 1640 handelt es sich um die Kreuzigung Christi mit Maria, Johannes und Magdalena (Kreuzaltar) sowie um die Himmelfahrt Mariens (Marienaltar). Früher wurden beide Gemälde entweder dem berühmten flämischen Maler Peter Paul Rubens oder seinem Landsmann Gaspar de Crayer zugeschrieben. Heute weiß man, dass sie von Cornelis Schut auf einem landschaftlichen Hintergrund von Jan Wildens gemalt wurden. Beide Künstler sind ebenfalls flämischer Herkunft und dürfen dem Umfeld Rubens’ zugeordnet werden. Auf der Mensa des Kreuzaltares steht in einem verzierten Aufsatz ein Bild des heiligen Ignatius von Loyola, begleitet von Reliquien des Ordensgründers. Als Pendant findet sich auf dem Marienaltar eine Vitrine mit einer Darstellung der „Schwarzen Madonna“.
Das folgende Seitenaltar-Paar, bestehend aus Apostelaltar (links) und Sebastiansaltar (rechts), ist nur wenig jünger. Die auf 1644/45 datierten Schreiner- und Bildhauerarbeiten wurden vornehmlich von Gregor Nay ausgeführt, einem Schüler des berühmten Philipp Dirr, der maßgeblich an der Umgestaltung des Freisinger Doms im Stile der Renaissance beteiligt war. Die Mensa ist wiederum zwischen zwei Podeste gesetzt, die mit Pflanzen- und Fruchtornamenten geschmückt sind. Auf diesen befinden sich hier geschnitzte Heiligenfiguren. Am Apostelaltar sieht man den heiligen Franz Xaver, Mitbegründer des Jesuitenordens, und Franz von Borgia, den dritten Generaloberen der Gesellschaft Jesu. Der Sebastianaltar zeigt Figuren des heiligen Ignatius von Antiochien, eines Schülers der Apostel Petrus und Johannes, sowie des Märtyrers Eustachius. Auf zwei rückwärtigen Pfeilern ruht wiederum der von einer Konsole getragene Altaraufsatz. Das Aufsatzbild wird wiederum von zwei Engelsfiguren begleitet, die auf reich verzierten Voluten sitzen. Den oberen Abschluss bildet ein weiterer Puttenkopf. Die Altarblätter befinden sich jeweils in einem reich ornamentierten Rahmen, der von zwei gedrehten Viertelsäulen und einem Bogen gebildet wird. Sie zeigen den Abschied der Apostel (links) und den heiligen Sebastian, dem die heilige Irene von Rom die Wunden pflegt. Beide Gemälde stammen von dem Maler Joachim von Sandrart, der diese 1644 in Amsterdam gemalt hat. Bei der Darstellung des heiligen Sebastian wird ein Selbstbildnis des Künstlers vermutet.
In der jeweils nächsten Seitenkapelle folgen der Xaveriusaltar (links) und der Antoniusaltar (rechts), die im Jahr 1765, also im späten Rokoko, entstanden und dabei ihre Vorgänger aus dem Jahr 1642 ersetzten. Das Altarblatt des Xaveriusaltares stammt bereits aus dem Jahr 1666. Es wurde wie das Hochaltargemälde von Christoph Storer geschaffen. Das Hauptbild des Aloisiusaltares wurde bereits 1636 angefertigt; es ist also das älteste Kunstwerk in der Kirche. Damals wurde es dem Jesuitenorden von Wolfgang von Asch, Stiftskanoniker zu St. Martin, überlassen. Dieser hatte das Bild aus Rom mitgebracht. Um es sinnvoll in den Altar integrieren zu können, wurde es von dem Landshuter Maler Österl vergrößert. Die Oberbilder stammen von einem Münchner Künstler namens Hoffmann. Der siebte Seitenaltar, der Josephsaltar, befindet sich in der vierten Südkapelle. Deren Pendant auf der Nordseite enthält keinen Altar, da sich hier das Kirchenportal befindet. Der 1666 errichtete Altar ist rundbogig ausgeführt und besitzt zwei reich verzierte gewundene Säulen. Das ebenfalls von Christoph Storer gestaltete Altarblatt zeigt den heiligen Joseph mit Jesuskind und Mutter Gottes. Auf der Mensa befindet sich ein kleines Ölgemälde, das Maria mit dem Kinde zeigt.

### Kanzel
Die Kanzel ist ein Werk der Régence aus dem Jahr 1731. Der polygonale Korpus, der scheinbar von einer Engelsfigur getragen wird, ist durch geschweifte Eckstreben gegliedert und zeigt verschiedene Symbole in den Feldern dazwischen. Auf der Rückwand ist eine Heilig-Geist-Taube in einem Strahlenkranz reliefartig dargestellt. Auf dem Schalldeckel sieht man drei weitere Engelsfiguren und die bereits erwähnte Jesu Propitio-Kartusche. In einer weiteren Kartusche am Kanzelkorb steht: CorDa DeVota strVXerVnt DICarVnt (lat. „Fromme Herzen haben sie errichtet und gestiftet“). Die Großbuchstaben zeigen als Chronogramm die Jahreszahl der Erbauung an.

### Figuren
Gegenüber der Kanzel ist eine überlebensgroße Figur von Johannes Nepomuk zu sehen, die vermutlich zeitgleich mit der Kanzel aufgestellt wurde. Sie steht auf einer Spitzkonsole vor einer Rückwand mit Gloriole. Lateinische Inschriften rühmen den Dargestellten aufgrund seiner Funktion als Brückenheiliger als einen „sehr berühmten Heiligen“ und außerdem als „Verteidiger des guten Rufes“ Unschuldiger.
In den bereits erwähnten Nischen zwischen den Emporen stehen weiß bemalte Holzfiguren. Diese stellen folgende Ordensgründer dar: Augustinus von Hippo (Augustinische Orden) und Benedikt von Nursia (Benediktiner) zu beiden Seiten des Chorbogens, Bruno von Köln (Kartäuser) und Bernhard von Clairvaux (kein Ordensgründer, aber eine bedeutende Persönlichkeit der Zisterzienser) jeweils zwischen der ersten und zweiten Kapelle von Osten, Norbert von Xanten (Prämonstratenser) und Dominikus (Dominikaner) jeweils zwischen der zweiten und dritten Kapelle von Osten sowie Franz von Assisi (Franziskanische Orden) und Franz von Paola (Paulaner) jeweils zwischen der dritten und vierten Kapelle von Osten. Die Mehrzahl dieser Figuren kann dem ortsansässigen Bildhauer Gregor Nay zugeschrieben werden. Die Figuren von Benedikt, Dominikus und Franz von Paola stammen jedoch von einem nicht namentlich genannten Landshuter, möglicherweise von Hans Georg Weißenburger. Einige der Figuren können sicher auf 1643 datiert werden, die übrigen dürften ebenfalls um diese Zeit entstanden sein.

### Übrige Ausstattung
Das Chorgestühl ist aus Eichenholz geschnitzt und stammt aus der Zeit um 1640. Es erinnert stark an sein Pendant in der Münchner Jesuitenkirche. Die Unterteilung in einzelne Sitze erfolgt durch Pilaster, zwischen denen sich Rundbogen- und Rechteckfelder befinden. Sehenswert ist auch ein etwa 8,50 Meter hohes Eichenkreuz mit einem Kruzifixus aus Bronze, welches unter der Empore zu finden ist. Bis zur Renovierung von 1978 stand es zentral unter dem Chorbogen. Das auf 1643 datierte Bronzewerk stammt wohl von dem Münchner Bernhard Ernst, dessen Namen auch die in den Jahren 1639 bis 1643 gegossenen Glocken tragen. Dennoch erinnert es stark an den Gekreuzigten im Regensburger Niedermünster, der 1631/32 von Georg Petel geschaffen wurde, sowie an Werke von Petels Schüler Hans Joachim Krum.
Auf den Wandpfeilern im Kirchenschiff hängen Ovalbilder von Jesuitenheiligen in weiß-golden gefassten Rahmen. Diese stammen aus der Zeit um 1700. Weitere Wandbilder in den Seitenkapellen enthalten Inschriften zu Taten und Tugenden des Ordensgründers Ignatius von Loyola. Die Beichtstühle stammen aus dem frühen 18. Jahrhundert und weisen reiches Schnitzwerk auf. Die Orgel besaß bis zur Erbauung ein Gehäuse aus der Erbauungszeit der Kirche. Dieses brannte jedoch 1933 aus Unachtsamkeit ab. Möglicherweise soll das historische Gehäuse nach Fotografien wiederhergestellt werden.

## Heiliges Grab
Im Zuge von Renovierungsarbeiten in den Jahren 1977/78 wurde ein Heiliges Grab wiederentdeckt, das ursprünglich für die benachbarte St.-Martins-Kirche gestaltet worden war und nach der Restaurierung in der Jesuitenkirche aufgestellt wurde. Dieses besticht durch seine Pracht und gilt als das derzeit größte im deutschsprachigen Raum. Nach umfänglichen Restaurierungsarbeiten wurde es erstmals 2002 wieder gezeigt.

## Würdigung
Besondere Merkmale der Jesuitenkirche St. Ignatius sind die große Einheitlichkeit der Ausstattung und deren stilistische Übereinstimmung mit dem Baukörper, was beides nur noch selten zu finden ist. Dies ist im Wesentlichen der Tatsache geschuldet, dass der Baumeister Johannes Holl die Bauarbeiten in ihrer Gänze begleitete. So zeigt die Jesuitenkirche durch ihre Erscheinung den gelegentlich Jesuitenstil genannten Kunststil, also den Übergang von der italienischen Renaissance zum Barock in ausdrucksstarker Art und Weise. Sie spiegelt somit in ihrer Architektur als seltenes Beispiel die geistige und religiöse Aufbruchsepoche der damaligen Zeit wider.

## Heutige Nutzung der Kirche
In der Kirche fand regulär die Sonntag-Vorabendmesse der Pfarrei St. Martin statt. Aufgrund der umfangreichen Bauarbeiten ist sie jedoch seit Sommer 2007 gesperrt und die Messe fand zunächst in St. Martin statt und ist nunmehr auf Grund der Vorabendmessen in St. Jodok und anderen Kirchen aufgegeben worden.
Bis zum Beginn der Renovierungsarbeiten 2007 war die Sakristei der Jesuitenkirche auch Sitz der Marianischen Männerkongregation (MMC) für Landshut und Umgebung. Außerdem stellt das Gotteshaus den geistlichen Mittelpunkt für die nach den Regeln des Ignatius von Loyola lebenden Laien dar.